# آلدو فیورلی
آلدو فیورلی (ایتالیایی: Aldo Fiorelli؛ ۸ مه ۱۹۱۵ – ۱۹۸۳) هنرپیشه اهل ایتالیا بود.
از فیلم‌هایی که وی در آن نقش داشته‌است، می‌توان به هرکول آزادشده، هرکول، قلب‌ها در دریا، صدای بی رخ، خداحافظ جوانی و آنتونیوی لیسبونی اشاره کرد.